# Boglárka Dévai
Boglárka Dévai (Szombathely, 12 de noviembre de 1999) es una deportista húngara que compite en gimnasia artística, especialista en la prueba de salto de potro. Ganó dos medallas en el Campeonato Europeo de Gimnasia Artística, oro en 2018 y bronce en 2017.

## Palmarés internacional
| Campeonato Europeo | Campeonato Europeo    | Campeonato Europeo | Campeonato Europeo |
| Año                | Lugar                 | Medalla            | Prueba             |
| ------------------ | --------------------- | ------------------ | ------------------ |
| 2017               | Cluj-Napoca (Rumania) | Medalla de bronce  | Salto de potro     |
| 2018               | Glasgow (Reino Unido) | Medalla de oro     | Salto de potro     |